# Vasilisa la Bella

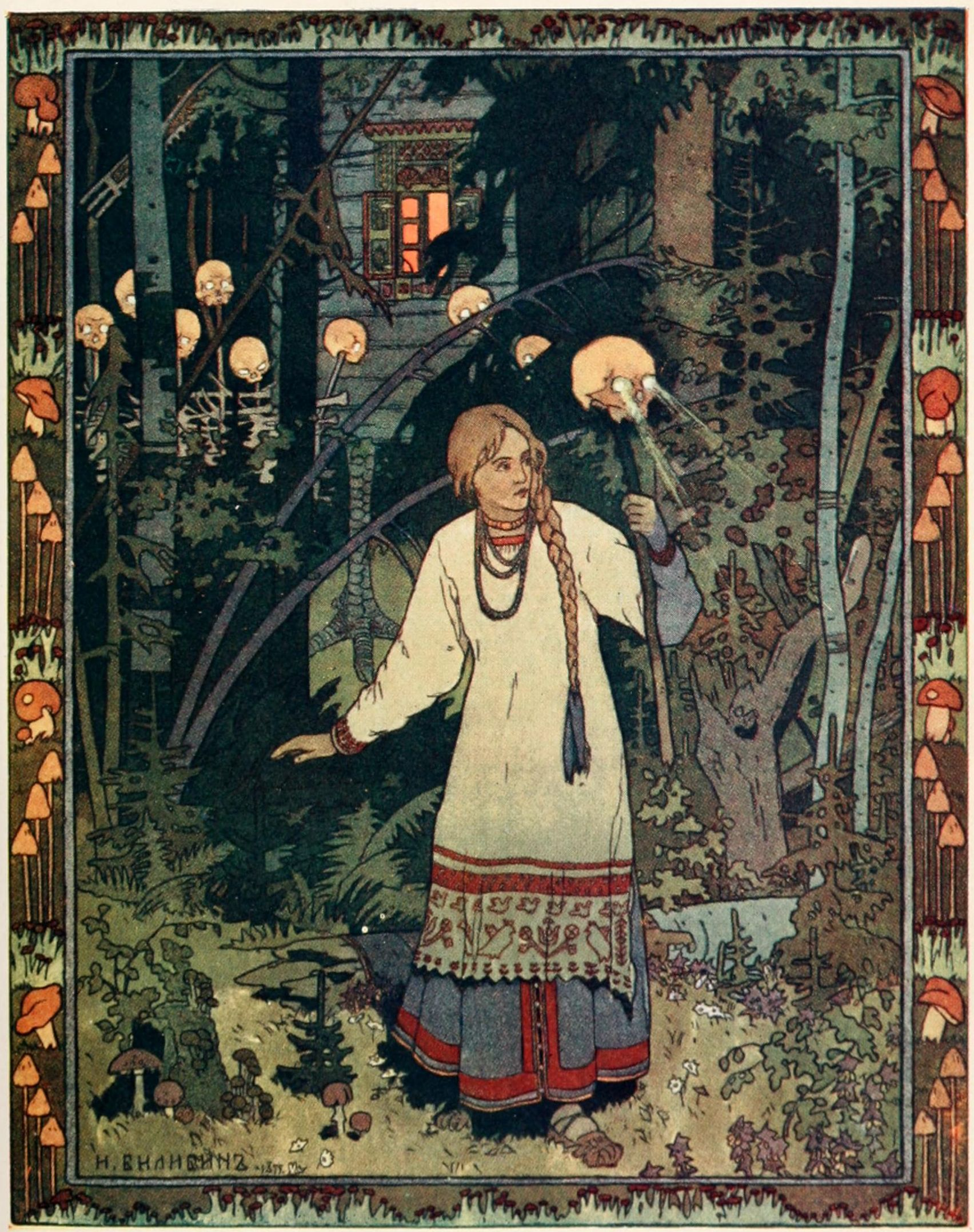
Vasilisa alla capanna di Baba Jaga, di Ivan Bilibin.

Vasilisa la Bella (in russo Василиса Прекрасная?, Vasilisa Prekrasnaja) è una fiaba tradizionale russa, inserita da Aleksandr Nikolaevič Afanas'ev nella sua raccolta Fiabe russe.

## Trama
La piccola Vasilisa rimane orfana di madre all'età di otto anni; prima di morire, sua madre le dona una bambola di legno, dicendole di non mostrarla a nessuno, di portarla sempre con sé e di rivolgerlesi in caso di bisogno di aiuto: la bambola è infatti magica, e può aiutarla. In effetti, quando Vasilisa le parla, la bambola prende vita e la conforta, facendo sparire la sua tristezza; da quel momento, Vasilisa fa spesso ricorso al lei in momenti difficili.

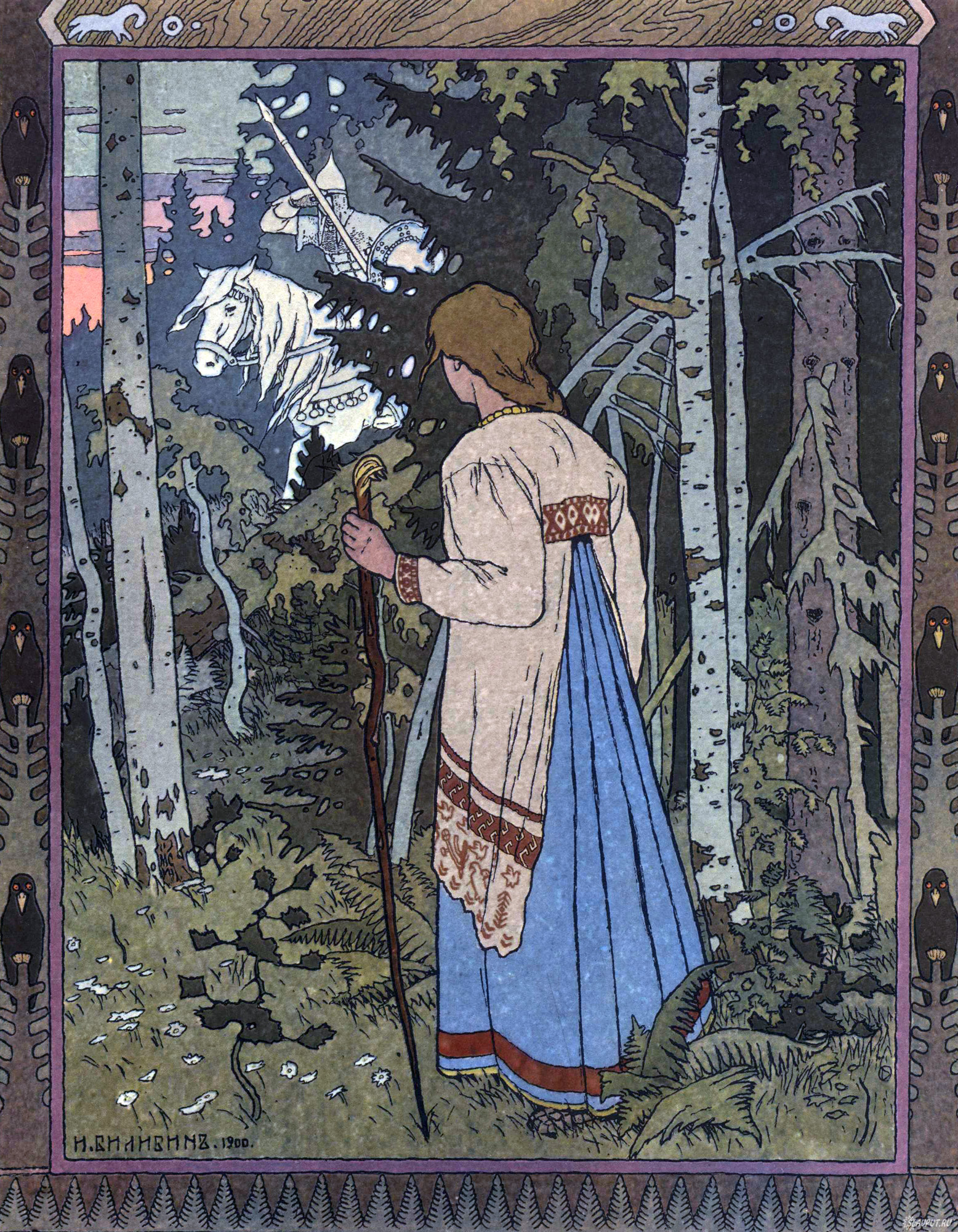
Vasilisa si inoltra nella foresta.

Tempo dopo, il padre di Vasilisa si risposa con una vedova del villaggio, Lilja, la quale ha già due figlie; le tre sono invidiose della bellezza di Vasilisa, e dato che suo padre è spesso fuori casa per lavoro, ne approfittano per maltrattarla: la matrigna spedisce Vasilisa a lavorare nei campi nella speranza di rovinarle la pelle, ma Vasilisa sveglia la bambola magica perché lavori al suo posto. Crescendo Vasilisa diventa sempre più bella, e i ragazzi del paese si interessano solo a lei e non alle sue sorellastre; Lilija decide quindi di sbarazzarsi definitivamente della ragazza: approfittando di una lunga assenza del marito, Lilija trasloca con le tre ragazze in una casa isolata al limitare del bosco dove abita la strega Baba Jaga. Lilija e le sue figlie cominciano quindi a spedire spesso Vasilisa nel bosco per svolgere dei lavori, sperando che Baba Jaga la divori; tuttavia, grazie alla protezione della bambola, la giovane torna sempre a casa sana e salva. A quel punto Lilija escogita un trucco per sbarazzarsi di lei: spegne l'unico lume della casa, e con la scusa di chiederle una candela, manda Vasilisa direttamente da Baba Jaga. Vasilisa, insieme alla sua bambola, s'incammina nella foresta; lungo la strada incontra tre cavalieri, vestiti rispettivamente di bianco, rosso e nero: a ciascun incontro vede il sole sorgere, splendere e infine calare.
Vasilisa trova finalmente la casa di Baba Jaga, che poggia su due gigantesche zampe di gallina ed è circondata da teschi luminosi; di lì a poco la strega arriva a bordo di un mortaio, spingendo col pestello nella mano destra e spazzando dietro di sé con una scopa, seguita da una fiumana di spiriti. Vasilisa le chiede allora la candela: Baba Jaga pretende che ella lavori per guadagnarsela, minacciando di mangiarsela se non lavora come si deve. Con l'aiuto della bambola, Vasilisa svolge le faccende domestiche in casa della strega per due giorni interi.

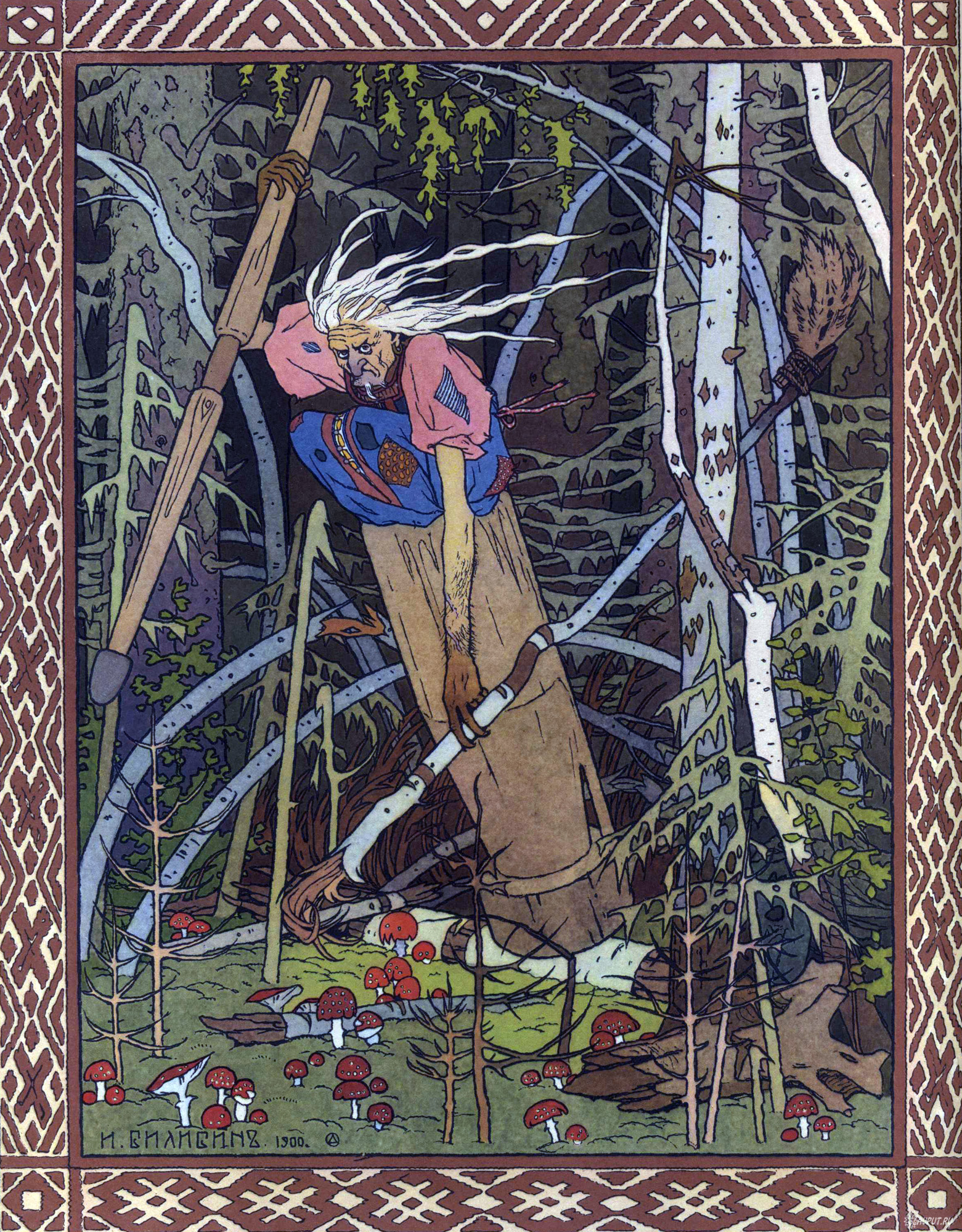
Baba Jaga giunge nel suo mortaio, con pestello e scopa in mano.

Ogni giorno, Vasilisa vede passare i tre cavalieri che aveva visto nel bosco; la terza sera chiede a Baba Jaga chi siano: la strega le risponde che si tratta di alba, sole e notte, suoi servitori. Stupita dalla sua bravura, Baba Jaga le chiede quindi come abbia fatto a portare a termine i suoi lavori così bene e in fretta; Vasilisa risponde evasivamente di aver avuto la benedizione di sua madre. Furiosa, Baba Jaga la caccia di casa, non volendo figlie benedette al suo interno; tuttavia le consegna uno dei teschi luminosi che circondano la casa.
Scortata dai tre cavalieri Vasilisa giunge a casa, dove trova Lilija e le sue sorellastre al buio: ogni luce che avevano provato a portare in casa, infatti, si era subito spenta. Visto il teschio, le tre donne fuggono spaventate: il suo sguardo fiammeggiante però le insegue ovunque vadano e le brucia fino a ridurle in cenere. La mattina seguente, Vasilisa seppellisce il teschio e ritorna al villaggio; in attesa di suo padre va a vivere da una vecchia signora, alla quale chiede del lino da filare.
Con l'aiuto della bambola, Vasilisa confeziona delle camicie di tale bellezza che perfino lo zar di Russia le nota; il sovrano chiede che la creatrice di vesti tanto pregiate gli venga presentata. Vista Vasilisa, lo zar se ne innamora e la chiede in sposa; da quel momento la ragazza vive felice e contenta accanto a suo marito, con la vecchia che l'ha accolta, il padre tornato dai suoi viaggi e la bambola magica sempre in tasca.